# Кырыбужан
Кырыбужан — хребет на Южном Урале, в Гафурийском районе Республики Башкортостан. Высшая точка — отметка 616,0.

## Этимология
Для этимологизации топонима представляют интерес башкирское кыра — «хребет» (слово приведено в «Словаре топонимов Башкирской АССР») и татарское личное мужское имя Бузан (древнее тюркско-татарское по происхождению). Топонимическая параллель: река Бужан — правый приток реки Касмарка в Башкортостане и Кувандыкском районе Оренбургской области. Если догадка верна, то название хребта означает «Хребет Бузана».

## Орография
К западу находится массивная гора Воскресенская (704 м).
Хребет Кырыбужан растянулся субмеридионально в междуречье Бискуры, Кушьелги, Карагаслы и Аралык (басс. р. Зилим).
Длина хребта около 12 км, ширина 2-3 км, высота — 616 м.
Выделяются 6 горных массивов с высотами от 580 до 616 м.
Хребет сложен из песчаников, алевролитов инзерской свиты и доломитов миньярской свиты верхнего рифея.
Дает начало рекам Кушьелга, Бискура и притокам рек Такаты.
Ландшафты — широколиственные леса (липа сердцелистная, клён платановидный и др.) на горных серых лесных почвах.

## Туризм
Кырыбужан — часть туристического конно-водного маршрута Зилимское кольцо.